# Maun-Fahe
Maun-Fahe (Maunfahe, Maunfahi, Manufahi, Manufahe) ist ein osttimoresischer Ort, Aldeia und Suco im Verwaltungsamt Soibada (Gemeinde Manatuto).

## Der Ort
Der Ort Maun-Fahe liegt im Osten des Sucos, auf einer Meereshöhe von 706 m. Hier befindet sich die Grundschule des Sucos, die Escola Primaria Maun-Fahe und eine medizinische Station.

## Der Suco
In Maun-Fahe leben 535 Einwohner (2022), davon sind 282 Männer und 253 Frauen. Im Suco gibt es 85 Haushalte. Fast 56 % der Einwohner geben Tetum Terik als ihre Muttersprache an. 37 % sprechen Idaté, fast 8 % Tetum Prasa.
Vor der Gebietsreform 2015 hatte Maun-Fahe eine Fläche von 27,12 km². Nun sind es 27,73 km². Der Suco liegt im Nordwesten des Verwaltungsamts Soibada. Südlich befindet sich der Suco Fatumaquerec, östlich der Suco Manlala. Im Westen und Norden grenzt Maun-Fahe an das Verwaltungsamt Laclubar mit seinen Sucos Fatumaquerec und Manelima. Die Nordgrenze zu Manellima bildet der Fluss Buarahuin, ein Nebenfluss des Sáhen.
Die Überlandstraße von Soibada nach Laclubar führt durch den Ostteil von Maun-Fahe. An ihr liegen auch die beiden Ortschaften des Sucos, Maun-Fane und Teras.
Im Suco befinden sich die zwei Aldeias Maun-Fahe und Teras.

## Geschichte
Bei Maun-Fahe/Teras gab es Ende 1979 ein indonesisches Lager für Osttimoresen, die zur besseren Kontrolle von den Besatzern umgesiedelt werden sollten.

## Politik
Bei den Wahlen von 2004/2005 wurde Domingos Cruz da Silva zum Chefe de Suco gewählt und 2009 und 2016 in seinem Amt bestätigt.